# شارلين سان بيدرو
شارلين سانتوس سان بيدرو (من مواليد 5 أبريل 1999) ممثلة ومغنية ومدونة فيديو ومضيفة تلفزيونية فلبينية. حصلت سان بيدرو على أول جائزة تمثيلية لها باعتبارها «أشهر ممثلة طفل» من مؤسسة منحة غييرمو مندوزا التذكارية في عام 2009. في عام 2012، تم ترشيح سان بيدرو في حفل توزيع جوائز التليفزيون الآسيوي السابع عشر كأفضل ممثلة في دور رئيسي في الدراما عن تصويرها. كأم في سن المراهقة في الحلقة مالالا مو كايا، «تي شيرت».

## نشأتها
ولدت شارلين سانتوس سان بيدرو في 5 أبريل 1999 في بوليلان، بولاكان لوالدين هيكتور، رجل أعمال، وميلين. لديها شقيقان يدعى جيريمي وكلارك: الأول هو الأكبر بين الثلاثة، بينما الأخير هو الأصغر. لقد حضرت ستو. مدرسة كريستو الابتدائية أثناء مرحلة الروضة.

## مسيرتها المهنية
انضم سان بيدرو إلى مسابقة المواهب الواقعية كويست دائرة النجمة على قناة ايه بي اس- سي بي ان عام 2004، خضع سان بيدرو، جنبًا إلى جنب مع المتسابقين الآخرين، لتدريب المواهب والتعزيز البدني وتحديات مختلفة لاختبار مهاراتهم الموهوبة.